# Étoile de type Lambda Bootis
Une étoile de type Lambda Bootis est un type d'étoiles chimiquement particulières caractérisées par l'appauvrissement de leurs couches externes en éléments du pic du fer, c'est-à-dire : chrome, manganèse, fer, cobalt et nickel. L'explication la plus couramment avancée pour rendre compte de ce phénomène est l'accrétion par l'étoile de gaz de faible métallicité depuis un disque protoplanétaire.
Le prototype de ces étoiles est λ Bootis ; Véga, dans la constellation de la Lyre, appartient également à ce type d'étoiles.